# Zalipais benthicola
Zalipais benthicola är en snäckart som beskrevs av Powell 1927. Zalipais benthicola ingår i släktet Zalipais och familjen Skeneidae. Inga underarter finns listade i Catalogue of Life.